# Via Traiana

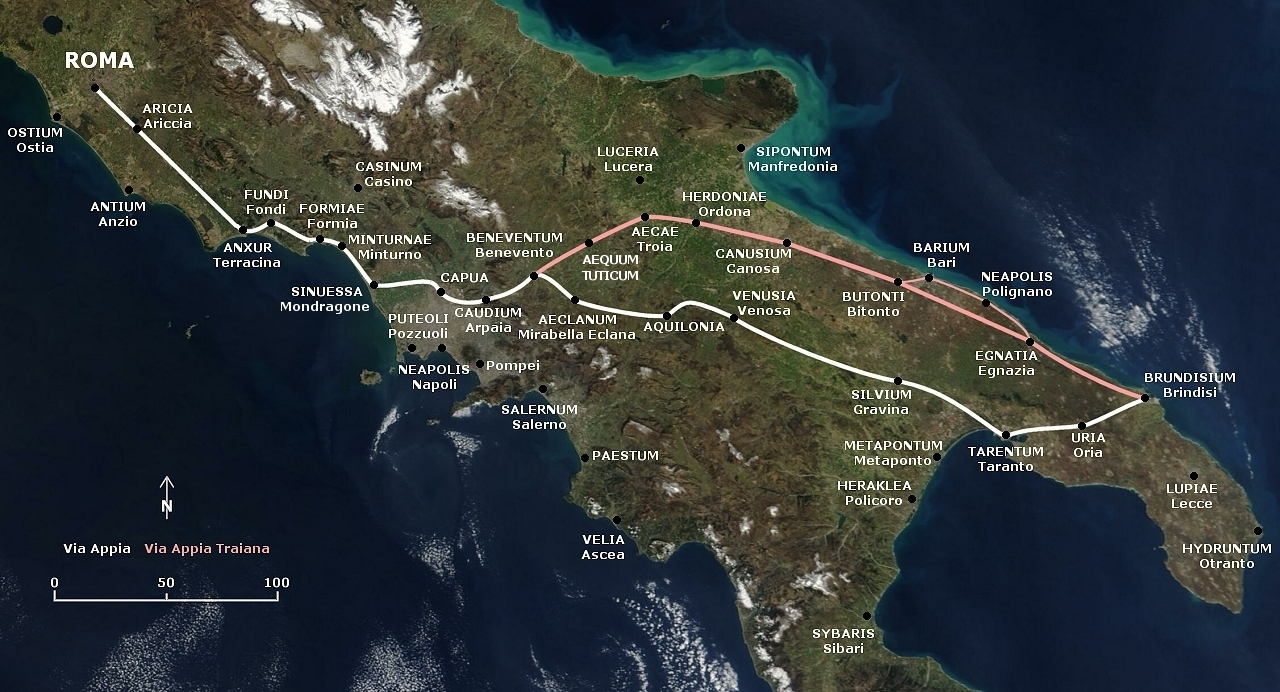
Tracé de la voie trajane en rouge.

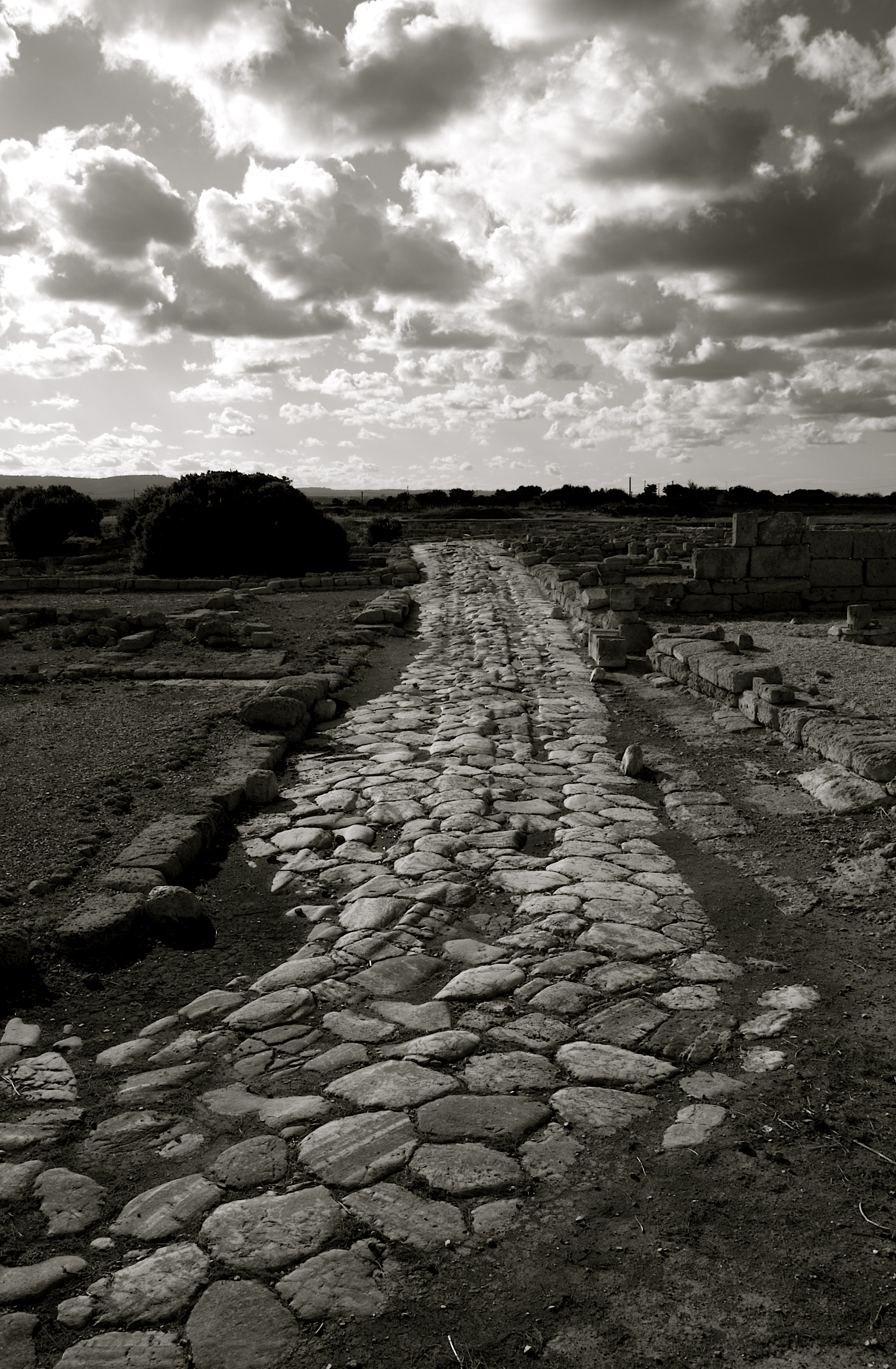
Vestiges de la via Traiana à Egnazia, près de Brundisium.

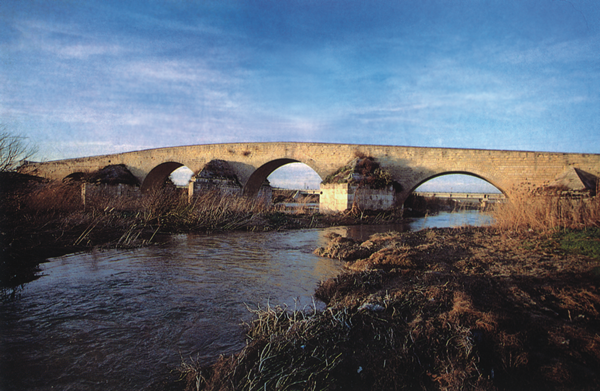
Le pont romain de l'Ofanto, à Canosa di Puglia.

La Via Traiana est une voie romaine construite sous l'empereur Trajan, à qui elle doit son nom, offrant une alternative côtière plus agréable à la Via Appia jusqu'à Brundisium. 
Construite entre 109 et 114, cette voie reliait Beneventum à Brundisium sur la côte adriatique, en passant par Canusium, Barium et Egnazia. 

## Construction
On connaît la date de sa construction par les inscriptions des bornes milliaires qui mentionnent la XIIIe puissance tribunicienne de Trajan (fonction accordée annuellement, du 10 décembre 108 au 10 décembre 109 pour la treizième fois).
Il existe des deniers d'argent émis sous Trajan vers 112, qui portent au revers l'inscription SPQR OPTIMO PRINCIPI / VIA TRAIAN (c'est-à-dire le sénat et le peuple romain  au meilleur des princes, la Via Traiana), accompagnée d'une personnification de la Via Traiana sous forme d'une femme allongée tenant une roue et une branche. Il semble que la construction de la voie ait été confiée à Quintus Pompeius Falco, le seul personnage connu à avoir porté le titre de curator viæ Traianæ.

## Itinéraire
La voie partait de l'arc de Bénévent, construit en 114. Son tracé est connu grâce à plusieurs sources antiques : la Table de Peutinger, l'Anonyme de Bordeaux (pour le retour) et l'Itinéraire d'Antonin.